# Carl Eduard Salewski
Carl Eduard Salewski, także Zalewski (ur. 1831, zm. 1917 w Ostródzie) – mazurski drukarz, nakładca i księgarz.

## Biografia
Carl Eduard Salewski był zniemczonym Mazurem. Wydawał w Ostródzie, m.in. około pięćdziesiąt książek w języku polskim (Prusko-Polski Kalendarz dla Ewangelików w latach 1879–1902 oraz tygodnik „Mazur”). Wydawnictwa te rozprowadzane były też wśród Polaków na Śląsku Cieszyńskim, w Nadrenii i Westfalii. Salewski zmarł w Ostródzie w 1917 roku.